# Polyboroides
Polyboroides A. Smith, 1829 è un genere della sottofamiglia dei Gipetini i cui membri, noti come sparvieri serpentari, sono originari di Africa subsahariana e Madagascar.

## Tassonomia
Il genere comprende due specie:
- Polyboroides typus A. Smith, 1829 - sparviero serpentario africano;
- Polyboroides radiatus (Scopoli, 1786) - sparviero serpentario del Madagascar.

## Descrizione
Gli sparvieri serpentari sono rapaci diurni di medie dimensioni. Presentano regioni superiori, testa e petto color grigio chiaro. L'addome è bianco con sottili barrature scure. Le ampie ali sono grigio chiaro con un margine anteriore nero bordato da una sottile linea bianca. Presentano una zona glabra sulla faccia di colore variabile, generalmente rosso o giallo. I generi sono simili, ma i giovani hanno le zone che negli adulti sono grigie color marrone chiaro, e quelle che sono nere marrone scuro. Una caratteristica insolita di questi animali è la doppia articolazione delle ginocchia, che consente loro di raggiungere prede nascoste in cavità e crepacci altrimenti inaccessibili. Una struttura e un comportamento simili si riscontrano nello sparviero trampoliere (Geranospiza caerulescens) della regione neotropicale: un esempio di evoluzione convergente.

## Biologia
Durante la caccia, questi uccelli sorvolano «veleggiando» il proprio territorio tenendosi a breve distanza dal terreno, ovvero saltellano tra le chiome degli alberi o si aggrappano alla corteccia dei tronchi, spesso intrufolandosi all'interno di quelli abbattuti alla ricerca di insetti, lucertole, pipistrelli, uova e piccoli uccelli. L'articolazione delle gambe è costruita in modo da poter essere facilmente piegata all'indietro, e ciò permette loro di introdurre le zampe all'interno di cavità e fori. Sul terreno, i Polyboroides radiatus si spostano alla ricerca di formiche, termiti, rane, serpenti e piccoli roditori. In talune zone dell'Africa preferiscono cibarsi di sostanze vegetali, soprattutto noci di cocco; in altre si nutrono in prevalenza di uccelli tessitori.